# Tons Meridional
El Tons Meridional o Tamasa és un riu de Madhya Pradesh que neix a les muntanyes Kaimur al Tamasa Kund, un dipòsit d'aigua a aquestes muntanyes. El riu segueix un curs generalment nord-est durant uns 195 km i baixa fins a la plana de Rewah on se li uneix el Satna. 65 km després arriba al final de la plana a Parwa i amb els seus afluents Bihar i Chachaia, forma una sèrie de cascades destacant la de Bihar, de 115 metres d'altura. Entra a Uttar Pradesh a Deora i segueix el curs nord-est durant 70 km desaigua al Ganges a uns 30 km de la seva unió amb el Jumna. El curs total és de 266 km. El principal afluent és el Belan.